# La Vie de Buffalo Bill
La Vie de Buffalo Bill (The Life of Buffalo Bill) est un film américain de Paul Panzer sorti en 1912.

## Fiche technique
- Titre original : The Life of Buffalo Bill
- Titre français : La Vie de Buffalo Bill
- Réalisateur : Paul Panzer
- Production : Pawnee Bill Film Company

## Distribution
- Buffalo Bill : Buffalo Bill
- William James Craft
- Irving Cummings
- Paul Panzer
- William V. Ranous
- Pearl White